# Bermuthshain
Bermuthshain ist ein Ortsteil von Grebenhain im mittelhessischen Vogelsbergkreis.

## Geographie

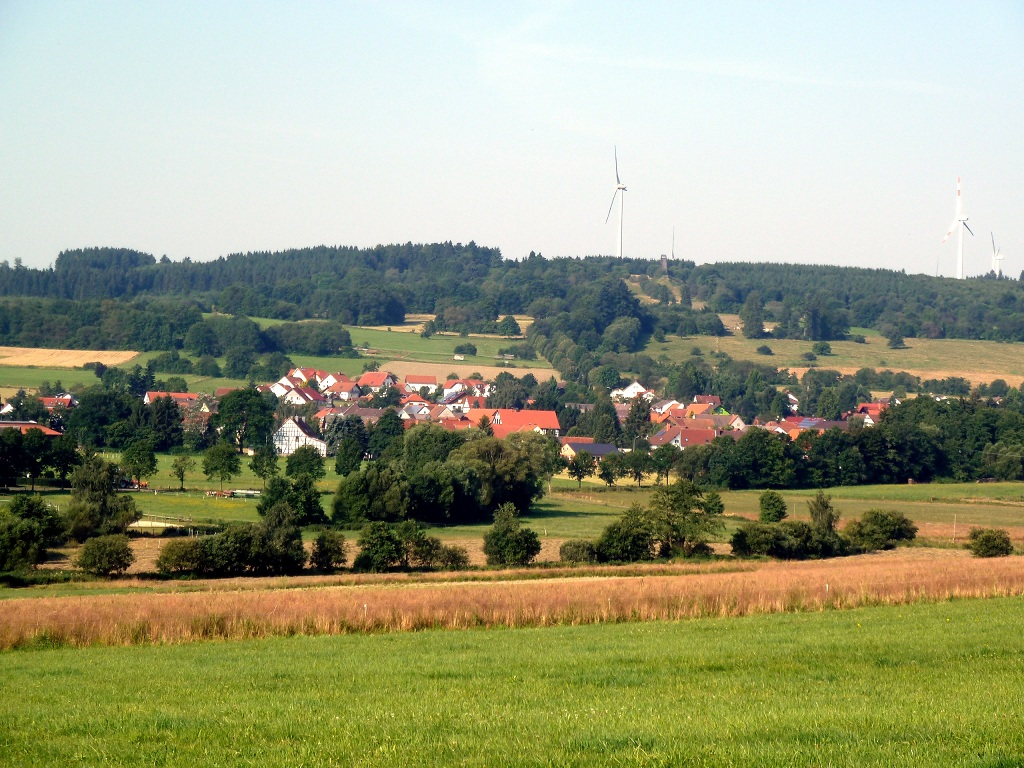
Ortsansicht von Bermuthshain mit Blick zum Höllerich

### Geographische Lage
Bermuthshain liegt am südöstlichen Rand des Hohen Vogelsberges in einer Höhe von 455 m ü. NN. Die Gemarkung von Bermuthshain hat eine Größe von 850 ha und erstreckt sich über eine Höhe von 450 bis 600 m über NHN. Von ihr sind heute noch 590 ha landwirtschaftlich genutzte Fläche, davon 472 ha Wiesen und 118 ha Ackerland. Die Waldflächen betragen 203 ha, die Ortslage 30 ha und sonstige Flächen wie Wege, Gewässer und überörtliche Straßen 60 ha.
In der Nähe von Bermuthshain entspringt die Lüder, die am Ortsrand vorbeifließt und nach 40 km bei Lüdermünd im benachbarten Landkreis Fulda in die Fulda mündet. Bermuthshain liegt einer leichten Talmulde, die von mehreren Hügelzügen eingerahmt wird, darunter dem 575 m hohen Höllerich.

### Klima
Die klimatischen Begebenheiten sind, wie im gesamten Vogelsberggebiet, sehr rau. Mit durchschnittlicher Jahrestemperatur von 6 °C und Niederschlägen von rund 1.000 mm pro m² im Jahr ist die landwirtschaftliche Nutzungsperiode in Bermuthshain eher kurz. Die durchschnittliche Temperatur von Mai bis Juli erreicht 14,5 °C, Spätfröste können bis Ende Mai auftreten. Der hohe Vogelsberg wird aufgrund dieser Tatsachen im Volksmund auch Hessisch-Sibirien genannt.

## Geschichte

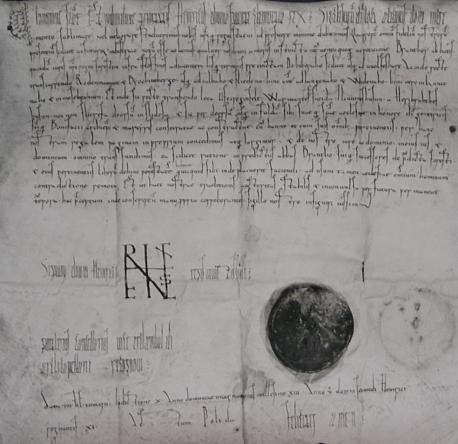
Die Ersterwähnungsurkunde vom 29. Dezember 1012

### Überblick
Entstanden ist Bermuthshain vermutlich um 1000 im Zusammenhang mit der zunehmenden Rodung und dem Landesausbau im Vogelsberggebiet während des hohen Mittelalters. Die älteste bekannte Erwähnung befindet sich in einer Urkunde vom 29. Dezember 1012 unter dem Namen „Warmuntessneida“, in der König Heinrich II. der Abtei Fulda den Forst Zundernhart (oder Branfirst) schenkt. Neben Warmuntessneida (Bermuthshain) werden in dieser Schenkungsurkunde unter anderem Iliuuineshusun (Ilbeshausen), ufe Creginfelt (Crainfeld), Widenaho (Weidenau) und Calbaho (Kalbach) als Grenzpunkte des geschenkten Gebietes genannt.
Der Ort gehörte zum Besitz des Klosters Fulda in der Wetterau, der im Hochmittelalter von den Grafen von Nidda als dessen Vögten verwaltet wurde. Nach dem Erlöschen des Niddaer Grafenhauses 1206 kam es an die Grafen von Ziegenhain und 1437 noch vor deren Aussterben 1450 an die Landgrafen von Hessen. In althessischer Zeit gehörte Bermuthshain stets zum Amt Nidda und zum Gericht Crainfeld. Nach den verschiedenen hessischen Landesteilungen im 16. Jahrhundert gehörte es ab 1604 zur Landgrafschaft Hessen-Darmstadt.
In einer Urkunde vom 23. Juli 1377 trat Metze von Bleichenbach, die Ehefrau Wilhelms von Fronhausen, das Dorf Berumechan, uff dem Fogilsberge gelegin an Konrad von Hutten ab. 1489 wird Bermetzhene in einem Verzeichnis der den Brüdern Walter, Philipp und Daniel von Fischborn in verschiedenen Dörfern zustehenden Gülten und Zinsen genannt. Gemäß einem zwischen Landgraf Wilhelm II. von Hessen und dem Gericht Crainfeld 1493 geschlossenen Abkommen hatten die Männer der Dörfer Kreyenfelt und Bernhartsheim jährlich 100 Viertel Hafer aus dem Amt Nidda auf das Marburger Schloss zu führen.
Nördlich von Bermuthshain im Oberwald lag im Mittelalter das aus zehn Höfen bestehende Dorf Schershain, das 1399 erstmals urkundlich erwähnt wird. Bereits 1556 wird der Ort als Wüstung bezeichnet. Seine Gemarkung wurde noch bis ins 20. Jahrhundert hinein von Bauern aus Grebenhain und Bermuthshain bewirtschaftet, wohin die Einwohner Schershains abgewandert sein dürften.
In zwei Verzeichnissen von Personen, die ein Furstgelt (Abgabe für Bau- und Brennholz) entrichtet haben, werden 1549 alle insgesamt 21 zahlungspflichtigen Personen aus Bermuthshain genannt, das damals 47 Hausvorstände zählt. Dies ist die erste Nennung einer größeren Zahl von Bermuthshainer Familiennamen. Das 1556 folgende Salbuch des Amtes Nidda nennt dann alle Hausvorstände.
Um 1580 bis 1590 wurde erstmals eine Schule im Mutterort Crainfeld eingerichtet, die zunächst auch die Kinder aus Bermuthshain besuchten. Im Zusammenhang mit der hessischen Generalkirchenvisitation von 1628 wurde kurz darauf in Bermuthshain erstmals eine eigene Schule errichtet. Diese ging in den folgenden Kriegswirren wieder ein, wurde aber spätestens im letzten Viertel des 17. Jahrhunderts zunächst als Winterschule wieder eingerichtet und in der ersten Hälfte des 18. Jahrhunderts in eine ständige Schule umgewandelt.
Während des Dreißigjährigen Krieges zogen die Truppen des Herzogs Christian von Braunschweig auf ihrem Weg zur Pfalz am 1. Juni 1622 durch das Gericht Crainfeld, das vollständig ausgeplündert wird. Ein Reiterregiment unter dem Grafen Wolfgang Ernst von Büdingen brannte Crainfeld fast vollständig nieder. In Bermuthshain wurden zahlreiche Häuser zum Oberwald sowie zum Böhl hin zerstört. 23 Familien wurden geschädigt und 7 Einwohner misshandelt oder ermordet. Die Schadenssumme in Bermuthshain betrug 1806 Reichstaler. 1635 lagen kroatische Söldnertruppen in Bermuthshain und tyrannisieren die Bevölkerung mit „Schlägen, Wassereingießen und Plünderung“. Noch in den letzten Kriegsjahren waren nacheinander kaiserliche, bayerische, schwedische und hessische Truppen in Bermuthshain einquartiert. Das Dorf war nach Kriegsende vollständig verarmt, die wirtschaftliche Erholung dauerte mehrere Jahrzehnte.
Während des Siebenjährigen Krieges (1756–1763) lagerten abwechselnd französische und alliierte Truppen in Bermuthshain und erzwingen umfangreiche „Fouragierungen“.
Am 30. Mai 1768 erteilte Landgraf Ludwig VIII. von Hessen-Darmstadt der Gemeinde Bermuthshain das Privileg zur Abhaltung eines Vieh- und Krammarktes am Dienstag und Mittwoch nach Jakobi. Er findet bis heute jährlich als Krammarkt mit Kirmes statt.
1818 wurde das erste Bermuthshainer Brandkataster aufgestellt, 1820 ein Verzeichnis aller Grund-Riße der Hofraithen und daran liegenden Gärten. Nach dem Inkrafttreten der neuen hessischen Gemeindeordnung 1821 wurde die aus dem Mittelalter überkommene Gerichtsorganisation abgeschafft und das Gericht Crainfeld aufgelöst. An die Stelle des bisherigen Schultheißen trat ein gewählter Bürgermeister. 1832 wurde Bermuthshain in den Kreis Nidda eingegliedert, 1848 in den Regierungsbezirk Nidda. Seit 1852 gehörte es zum Landkreis Lauterbach.

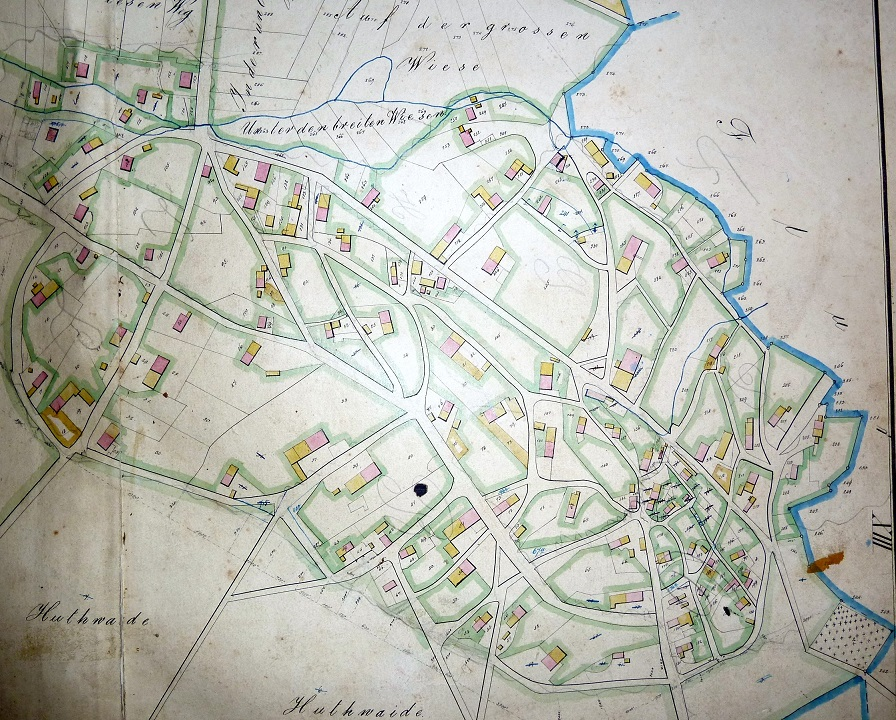
Parzellhandriss von 1832

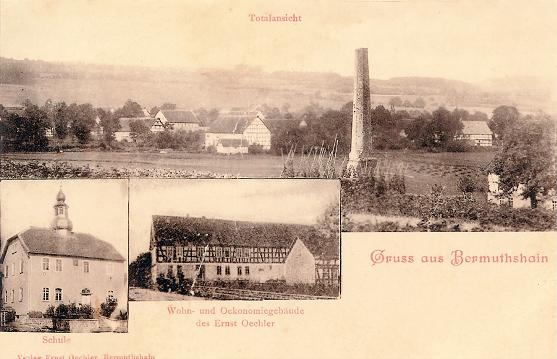
Postkarte aus der Zeit um 1900

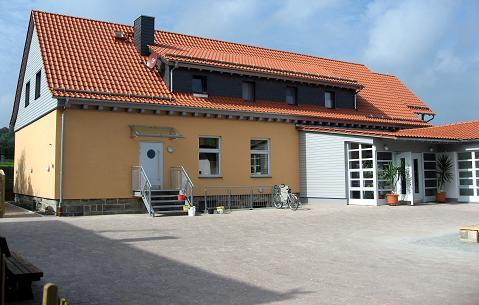
Dorfgemeinschaftshaus Bermuthshain (ehem. Neue Schule)

Die Statistisch-topographisch-historische Beschreibung des Großherzogthums Hessen berichtet 1830 über Bermuthshain:

„Bermuthshain (L. Bez. Schotten) evangel. Filialdorf; liegt im Vogelsberg am Fuße des Bilsteins an der churhessischen Grenze 3 St. von Schotten, hat 100 Häuser und 533 evangel. Einwohner. Man findet ein Grenznebenzollamt II. Classe, 2 Mahlmühlen und ein Gebäude, das in so fern merkwürdig ist, als es blos aus Balken, ohne Verbindung mit Kalk oder Lehm, zusammengesetzt ist. Jährlich wird 1 Vieh- und Krämermarkt gehalten.“

Im 19. Jahrhundert war das Leben in Bermuthshain zeitweise von großer Armut geprägt, da die häusliche Leineweberei aufgrund der industriellen Konkurrenz zusammengebrochen und die Landwirtschaft vom Kleinbauerntum geprägt war. Zwischen 1821 und 1894 wanderten mehr als 23 Ortsbürger, zum Teil mit ihren Familien, nach Nordamerika aus. Von den 102 Wohnhäusern wurden in dieser Zeit 28 abgebrochen. Die wirtschaftliche Lage entspannte sich erst durch den Bau der Nebenbahn Lauterbach-Gedern-Stockheim, nach deren Vollendung 1906 Bermuthshain eine eigene Bahnstation erhielt. Die Nebenbahnstrecke blieb bis 1975 für den Personenverkehr in Betrieb. Der Abbau der Gleise erfolgte 1997.
1830 wurde die Alte Schule im Ortskern fertiggestellt, ein Fachwerkbau, der heute das Wahrzeichen des Ortes ist. Die Glocke im Turm wurde 1749 von den Frankfurter Glockengießern Benedikt und Johann Georg Scheidewind gegossen und hing vorher im Dachreiter des Hirtenhauses, das an der Stelle der Alten Schule stand.
1886 ließ der Bermuthshainer Revierförster Wilhelm Dillemuth bei dem örtlichen Holzdreher Friedrich Jost die ersten Skier („Schneeschuhe“) im Vogelsberg anfertigen. Friedrich Jost nahm im folgenden Jahr die Fertigung von Schneeschuhen zu Verkaufszwecken auf. Hieraus ging die heute noch im Besitz seiner Nachfahren befindliche ortsansässige Firma Ski Luft hervor.
Unter dem bedeutenden Bürgermeister Friedrich Jost, der von 1921 bis 1931 auch dem hessischen Landtag angehörte, erfolgte in den Jahren 1909 und 1910 der Bau der Wasserleitung, nachdem noch 1898 die Kreisstraße nach Ober-Moos und Crainfeld sowie die Ortsdurchfahrt in der nunmehrigen Hauptstraße ausgebaut worden waren. In den Jahren 1910 bis 1928 wurde in Bermuthshain als erstem Ort im hohen Vogelsberg (neben Volkartshain) eine Flurbereinigung durchgeführt. 1921 erfolgte der Anschluss der Gemeinde an das elektrische Stromnetz des Überlandwerks Oberhessen. 1934 wurden die erste Skisprungschanze auf dem Höllerich und 1938 die Volkshalle am Marktplatz als erstes frühes Dorfgemeinschaftshaus erbaut.
Im Ersten Weltkrieg hatte Bermuthshain 20 Gefallene und zwei Vermisste zu beklagen. Beim Rückmarsch der deutschen Truppen von der Westfront nach Abschluss des Waffenstillstandes am 9. November 1918 wurde Bermuthshain vom Durchmarsch einzelner Truppenteile berührt und erhielt Einquartierung.
Etwa seit 1890 war Bermuthshain, wie nahezu die gesamte Vogelsbergregion, durch die antisemitische Bewegung geprägt. In den 1920er Jahren dominierte bei den Wahlen zunächst der Hessische Bauernbund, bevor die Region zu einer Hochburg des Nationalsozialismus wurde. 1930 wurden in Bermuthshain eine Ortsgruppe der NSDAP und ein SA-Sturm gegründet.
Im Zweiten Weltkrieg fielen 27 gebürtige Bermuthshainer als Soldaten und mindestens fünf aus Bermuthshain stammende Zivilisten starben bei Luftangriffen, Erschießungen oder in Konzentrationslagern. Die während oder nach dem Krieg nach Bermuthshain gekommenen Evakuierten und Heimatvertriebenen verloren 10 Angehörige als Gefallene. Von 1943 bis 1945 existierte am Marktplatz ein Barackenlager für ukrainische Zwangsarbeiterinnen, die in der benachbarten Luftmunitionsanstalt Hartmannshain (Muna) arbeiten mussten.
Nach dem Zweiten Weltkrieg wurde 1950 das neue Feuerwehrhaus errichtet und mit dem Bau des schon 1913 geplanten neuen Schulhauses begonnen, das 1952 eingeweiht werden konnte. Seit Ende der 1950er Jahre wurde durch die Gemeinde Bermuthshain in bis dahin nie gekanntem Ausmaß in die Modernisierung der Infrastruktur investiert. So wurden 1960–1963 die Ortskanalisation, 1965 das Gefrierhaus, 1968 die Friedhofskapelle und 1970 die Skisprungschanze auf dem Höllerich fertiggestellt. Noch in der Zeit der Selbstständigkeit wurden ab 1963 nach und nach alle Ortsstraßen asphaltiert und die Ortsdurchfahrt ausgebaut.
Die zweiklassige Volksschule im Ort wurde im Jahr 1969 infolge der Schulreform in Hessen zugunsten der neuen Mittelpunktschule (Oberwaldschule) im benachbarten Grebenhain geschlossen.
Im Zuge der Gebietsreform in Hessen fusionierte die Gemeinde Bermuthshain mit zehn benachbarten Gemeinden freiwillig zum 31. Dezember 1971 zur neugebildeten Großgemeinde Grebenhain. Seit dem 1. August 1972 gehört der Ort außerdem zum damals neugebildeten Vogelsbergkreis. Für eingegliederten Gemeinden von Grebenhain wurden je ein Ortsbezirk mit Ortsbeirat und Ortsvorsteher nach der Hessischen Gemeindeordnung gebildet.
Nach Inkrafttreten der Gebietsreform erfolgten von 1975 bis 1977 der Umbau der leerstehenden neuen Schule zum Dorfgemeinschaftshaus, von 1978 bis 1996 die zweite Flurbereinigung, 1984 der Bau des Festplatzes, 1987 der Bau der Kläranlage, 1988 die unterirdische Verlegung des Ortsnetzes und 1995 der Neubau des Feuerwehrhauses. 1999 erfolgte die Aufnahme von Bermuthshain in das hessische Dorferneuerungsprogramm, in dessen Rahmen das Dorf bis 2011 gefördert wurde. Im Jahr 2006 erfolgte die Einweihung des im Rahmen der Dorferneuerung sanierten Dorfgemeinschaftshauses und der neuen Aussichtsplattform auf dem Höllerich. Ebenfalls im Rahmen der Dorferneuerung wurde 2010 die Feierscheune am Marktplatz ihrer Bestimmung übergeben. Am 8. Mai 2011 wurde das Muna-Museum Grebenhain in der sanierten Alten Schule eröffnet.
Die 1000-Jahr-Feier der urkundlichen Ersterwähnung von Bermuthshain fand mit einem Festwochenende am 10. und 11. August sowie einer Feststraße ("Stehender Festzug") durch den Ortskern am 19. August 2012 statt.

### Staats- und Verwaltungsgeschichte im Überblick
Die folgende Liste zeigt die Staaten und Verwaltungseinheiten, denen Bermuthshain angehörte:
- Vor 1450: Heiliges Römisches Reich, Grafschaft Ziegenhain, Amt Nidda
- 1450–1495: Erbstreit zwischen der Landgrafschaft Hessen und den Grafen von Hohenlohe
- ab 1450: Heiliges Römisches Reich, Landgrafschaft Hessen, Amt Nidda[10]
- ab 1567: Heiliges Römisches Reich, Landgrafschaft Hessen-Marburg, Amt Nidda[11]
- 1604–1648: Heiliges Römisches Reich, strittig zwischen Landgrafschaft Hessen-Darmstadt und Landgrafschaft Hessen-Kassel (Hessenkrieg)
- ab 1604: Heiliges Römisches Reich, Landgrafschaft Hessen-Darmstadt, Oberfürstentum Hessen, Amt Nidda[12]
- 1787: Heiliges Römisches Reich, Landgrafschaft Hessen-Darmstadt, Regierungsbezirk Gießen, Amt Nidda und Lißberg[13]
- ab 1806: Großherzogtum Hessen, Fürstentum Oberhessen, Amt Lißberg[14][15]
- ab 1815: Großherzogtum Hessen, Provinz Oberhessen, Amt Lißberg[16]
- ab 1821: Großherzogtum Hessen, Provinz Oberhessen, Landratsbezirk Schotten[17][Anm. 1]
- ab 1832: Großherzogtum Hessen, Provinz Oberhessen, Kreis Nidda
- ab 1848: Großherzogtum Hessen, Regierungsbezirk Nidda
- ab 1852: Großherzogtum Hessen, Provinz Oberhessen, Kreis Lauterbach
- ab 1871: Deutsches Reich, Großherzogtum Hessen, Provinz Oberhessen, Kreis Lauterbach
- ab 1918: Deutsches Reich, Volksstaat Hessen, Provinz Oberhessen, Kreis Lauterbach
- ab 1938: Deutsches Reich, Volksstaat Hessen, Landkreis Lauterbach[18]
- ab 1945: Deutsches Reich, Amerikanische Besatzungszone, Groß-Hessen, Regierungsbezirk Darmstadt, Landkreis Lauterbach
- ab 1946: Deutsches Reich, Amerikanische Besatzungszone, Hessen, Regierungsbezirk Darmstadt, Landkreis Lauterbach
- ab 1949: Bundesrepublik Deutschland, Hessen, Regierungsbezirk Darmstadt, Landkreis Lauterbach
- ab 1972: Bundesrepublik Deutschland, Hessen, Regierungsbezirk Darmstadt, Vogelsbergkreis, Gemeinde Grebenhain
- ab 1981: Bundesrepublik Deutschland, Hessen, Regierungsbezirk Gießen, Vogelsbergkreis

### Gerichte seit 1803
In der Landgrafschaft Hessen-Darmstadt wurde mit Ausführungsverordnung vom 9. Dezember 1803 das Gerichtswesen neu organisiert. Für das Fürstentum Oberhessen (ab 1815 Provinz Oberhessen) wurde das „Hofgericht Gießen“ eingerichtet. Es war für normale bürgerliche Streitsachen Gericht der zweiten Instanz, für standesherrliche Familienrechtssachen und Kriminalfälle die erste Instanz. Übergeordnet war das Oberappellationsgericht Darmstadt. Die Rechtsprechung der ersten Instanz wurde durch die Ämter bzw. Standesherren vorgenommen und somit war für Bermuthshain das Amt Lißberg zuständig. Die Aufgaben der ersten Instanz wurden 1821 im Rahmen der Trennung von Rechtsprechung und Verwaltung auf die neu geschaffenen Land- bzw. Stadtgerichte übertragen. Bermuthshain fiel in den Gerichtsbezirk des „Landgerichts Schotten“. Mit Wirkung vom 1. Mai 1849 wurde Bermuthshain dem Landgericht Altenschlirf zugeteilt. 1854 wurde der Sitz des Landgerichts nach Herbstein verlegt.
Anlässlich der Einführung des Gerichtsverfassungsgesetzes mit Wirkung vom 1. Oktober 1879, infolge derer die bisherigen großherzoglichen Landgerichte durch Amtsgerichte an gleicher Stelle ersetzt wurden, während die neu geschaffenen Landgerichte nun als Obergerichte fungierten, kam es zur Umbenennung in „Amtsgericht Herbstein“ und Zuteilung zum Bezirk des Landgerichts Gießen. Am 1. Juli 1957 verlor das Amtsgericht Herbstein seine Selbständigkeit und wurde endgültig (nachdem es dies schon zu Ende des Zweiten Weltkrieges war) zur Zweigstelle des Amtsgerichts Lauterbach. Am 1. Juli 1968 wurde auch diese Zweigstelle aufgehoben. Am 1. Januar 2005 wurde das Amtsgericht Lauterbach als Vollgericht aufgehoben und zur Zweigstelle des Amtsgerichts Alsfeld herabgestuft. Zum 1. Januar 2012 wurde auch diese Zweigstelle geschlossen.

## Bevölkerung

### Einwohnerstruktur 2011
Nach den Erhebungen des Zensus 2011 lebten am Stichtag, dem 9. Mai 2011 in Bermuthshain 555 Einwohner. Darunter waren 9 (1,6 %) Ausländer. Nach dem Lebensalter waren 93 Einwohner unter 18 Jahren, 213 zwischen 18 und 49, 135 zwischen 50 und 64 und 117 Einwohner waren älter. Die Einwohner lebten in 228 Haushalten. Davon waren 57 Singlehaushalte, 72 Paare ohne Kinder und 78 Paare mit Kindern, sowie 18 Alleinerziehende und 3 Wohngemeinschaften. In 39 Haushalten lebten ausschließlich Senioren und in 141 Haushaltungen lebten keine Senioren.

### Einwohnerentwicklung
Im Februar 1586 ließ der Niddaer Rentmeister Caspar Ziegenmenger ein vollständiges Verzeichnis aller Leibeigenen im Amt Nidda, darunter auch im Gericht Crainfeld, anfertigen. In Bermuthshain lebten demnach auf 53 Hofstellen insgesamt 285 leibeigene Personen, davon 94 Erwachsene und 191 Kinder. Seit 1791 lässt sich die Einwohnerentwicklung von Bermuthshain kontinuierlich nachvollziehen.
| • 1806: | 475 Einwohner, 99 Häuser           |
| • 1829: | 533 Einwohner, 100 Häuser          |
| • 1867: | 436 Einwohner, 76 bewohnte Gebäude |
| • 1875: | 433 Einwohner, 80 bewohnte Gebäude |

| Bermuthshain: Einwohnerzahlen von 1791 bis 2020 | Bermuthshain: Einwohnerzahlen von 1791 bis 2020 | Bermuthshain: Einwohnerzahlen von 1791 bis 2020 | Bermuthshain: Einwohnerzahlen von 1791 bis 2020 | Bermuthshain: Einwohnerzahlen von 1791 bis 2020 |
| --- | ----------------------------------------------- | ----------------------------------------------- | ----------------------------------------------- | ----------------------------------------------- |
| Jahr |                                                 |                                                 |                                                 | Einwohner                                       |
| 1791 | 1791                                            |                                                 | 435                                             | 435                                             |
| 1800 | 1800                                            |                                                 | 462                                             | 462                                             |
| 1806 | 1806                                            |                                                 | 475                                             | 475                                             |
| 1829 | 1829                                            |                                                 | 533                                             | 533                                             |
| 1834 | 1834                                            |                                                 | 522                                             | 522                                             |
| 1840 | 1840                                            |                                                 | 520                                             | 520                                             |
| 1846 | 1846                                            |                                                 | 521                                             | 521                                             |
| 1852 | 1852                                            |                                                 | 495                                             | 495                                             |
| 1858 | 1858                                            |                                                 | 505                                             | 505                                             |
| 1864 | 1864                                            |                                                 | 478                                             | 478                                             |
| 1871 | 1871                                            |                                                 | 437                                             | 437                                             |
| 1875 | 1875                                            |                                                 | 433                                             | 433                                             |
| 1885 | 1885                                            |                                                 | 501                                             | 501                                             |
| 1895 | 1895                                            |                                                 | 461                                             | 461                                             |
| 1905 | 1905                                            |                                                 | 458                                             | 458                                             |
| 1910 | 1910                                            |                                                 | 486                                             | 486                                             |
| 1925 | 1925                                            |                                                 | 505                                             | 505                                             |
| 1939 | 1939                                            |                                                 | 463                                             | 463                                             |
| 1946 | 1946                                            |                                                 | 692                                             | 692                                             |
| 1950 | 1950                                            |                                                 | 667                                             | 667                                             |
| 1956 | 1956                                            |                                                 | 590                                             | 590                                             |
| 1961 | 1961                                            |                                                 | 545                                             | 545                                             |
| 1967 | 1967                                            |                                                 | 514                                             | 514                                             |
| 1970 | 1970                                            |                                                 | 518                                             | 518                                             |
| 1987 | 1987                                            |                                                 | 562                                             | 562                                             |
| 1990 | 1990                                            |                                                 | ?                                               | ?                                               |
| 2000 | 2000                                            |                                                 | ?                                               | ?                                               |
| 2003 | 2003                                            |                                                 | 617                                             | 617                                             |
| 2011 | 2011                                            |                                                 | 555                                             | 555                                             |
| 2015 | 2015                                            |                                                 | 520                                             | 520                                             |
| 2020 | 2020                                            |                                                 | 501                                             | 501                                             |
| Datenquelle: Historisches Gemeindeverzeichnis für Hessen: Die Bevölkerung der Gemeinden 1834 bis 1967. Wiesbaden: Hessisches Statistisches Landesamt, 1968. Weitere Quellen: LAGIS; 1791; 1800; Chronik Bermuthshain; Zensus 2011; Gemeinde Grebenhain: aus webarchiv |                                                 |                                                 |                                                 |                                                 |

### Religion
Von Beginn an gehörte Bermuthshain zu dem 1011 gegründeten Kirchspiel Crainfeld, in dem 1527 die Reformation eingeführt wurde. Bis 1945 war Bermuthshain, mit Ausnahme einiger gelegentlich ansässiger Katholiken und einer jüdischen Familie, nahezu rein evangelisch. 1946 kamen zahlreiche katholische Heimatvertriebenen aus dem Sudetenland in das Dorf. Bermuthshain hatte nie eine eigene Kirche, besitzt jedoch einen Betsaal in der 1830 erbauten Alten Schule.
Historische Religionszugehörigkeit
| • 1829: | 533 evangelische (= 100 %) Einwohner                               |
| • 1961: | 476 evangelische (= 87,34 %), 69 katholische (= 12,66 %) Einwohner |

## Politik
Ortsvorsteher von Bermuthshain ist Achim Seipel (Stand 2021).

## Kultur und Sehenswürdigkeiten

### Vereine
Bermuthshain verfügt über ein sehr reichhaltiges Vereinsleben mit insgesamt zehn Vereinen und Vereinigungen (Gründungsjahr in Klammern):
- Männergesangverein „Eintracht“ Bermuthshain (1911)
- Freiwillige Feuerwehr Bermuthshain (1926)
- Gefriergemeinschaft Bermuthshain (1964)
- Reservistenkameradschaft Bermuthshain (1973)
- Brieftaubenverein „Sturmvogel“ Oberland-Bermuthshain (1973)
- Landfrauenverein Bermuthshain (1974)
- Sportverein Bermuthshain 1975 (1974)
- Landmännerverein Bermuthshain (1997)
- Backgemeinschaft „Vulkanbäcker“ Bermuthshain (2002)
- Dorfverein Bermuthshain (2010)

### Bauwerke

#### Alte Schule (Muna-Museum)

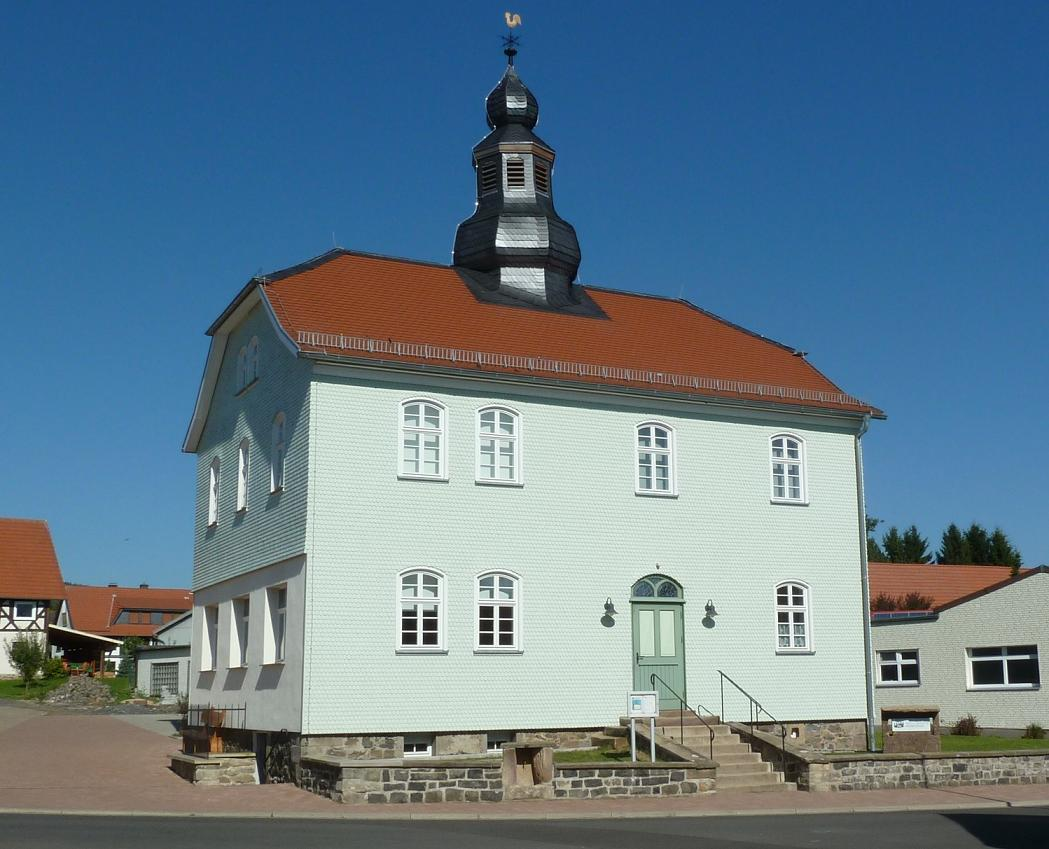
Alte Schule (Muna-Museum Grebenhain)

Die denkmalgeschützte Alte Schule befindet sich in etwa in der Ortsmitte und ist ein ortsbildprägendes Wahrzeichen von Bermuthshain. Sie wurde 1829–1830 nach einem Entwurf des Schottener Landrats Philipp Friedrich Goldmann ganz in Fachwerkbauweise anstelle eines Hirtenhauses als Schul- und Gemeindehaus erbaut und verfügt über ein Krüppelwalmdach. In dem in der Form eines Zwiebelturmes gehaltenen verschieferten Dachreiter befindet sich eine 1749 von den Frankfurter Glockengießern Benedikt und Johann Georg Scheidewind gegossene Glocke, die sehr wahrscheinlich vom Vorgängerbau übernommen wurde.
Bis zur Einweihung der Neuen Schule, dem heutigen DGH, 1952 diente das Gebäude als Schulhaus für die örtliche zweiklassige Volksschule. Anschließend wurde es als evangelischer Betsaal sowie als Sozialwohnung genutzt. Vor allem in den 1970er Jahren wurde die alte Schule baulich entstellt und verwahrloste äußerlich zunehmend. Im Rahmen der Dorferneuerung wurde das Gebäude 2008–2011 saniert und nach altem Vorbild wiederhergestellt. Es beherbergt seither das Muna-Museum Grebenhain zur Geschichte der Luftmunitionsanstalt im benachbarten Oberwald, das nach Abschluss der Sanierung am 8. Mai 2011 eröffnet wurde.

#### Skisprungschanze

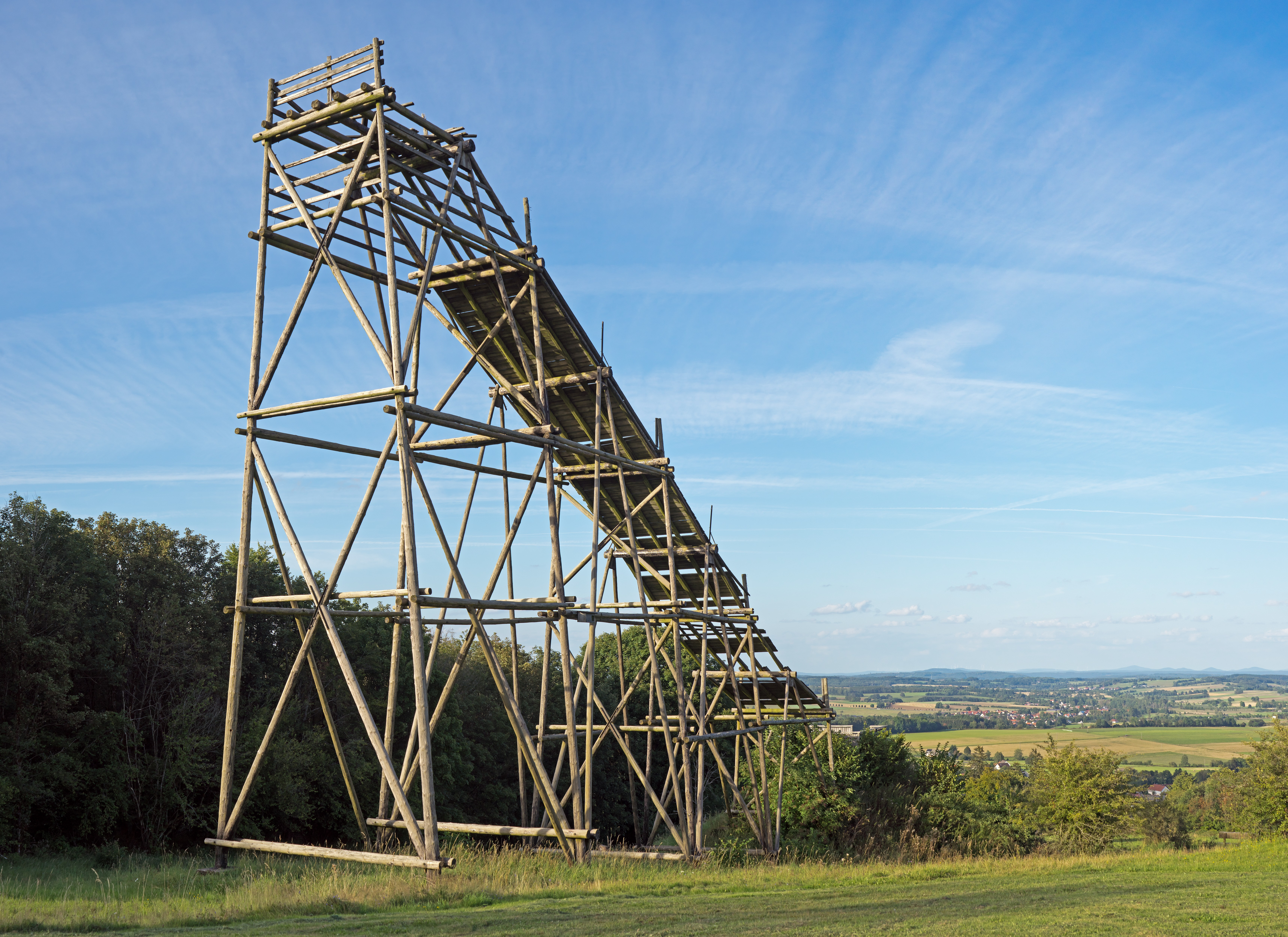
Wilhelm-Dillemuth-Schanze

Weithin sichtbar befindet sich auf dem Höllerich oberhalb von Bermuthshain eine Sprungschanze, die ab 1965 geplant und schließlich 1970 unter dem Namen Wilhelm-Dillemuth-Schanze eingeweiht wurde. Ehrengast bei der Eröffnung war der Olympiasieger 1960 in der Nordischen Kombination, Georg Thoma. Ursprünglich sollte die Anlage, deren Kulminationspunkt bei 35 Metern lag, nur winters für das Skispringen genutzt werden, doch man entschied sich, zusätzlich Matten anzuschaffen, um auch ein Sommertraining zu ermöglichen. Als zweite Mattenschanze Hessens erhielt die Anlage einen Eladur-Kunststoffbelag. Allerdings erwies sich dieser als wenig praktikabel, da die erforderliche Gleitfähigkeit nicht gegeben war. Zudem war Wasser notwendig, um diese zu gewährleisten. Ein Wasseranschluss in Schanzennähe fehlte jedoch, so dass Wasser mittels Fässern herangeholt werden musste; ein auf Dauer zu aufwändiges Verfahren. Die nachlassende Qualität des Mattenbelags, aber auch die Anfang der 1980er Jahre nicht selten zu milden Wintertemperaturen mit ausbleibendem Schnee sorgten für das Aus der Sportanlage gegen Mitte der 1980er Jahre. So wurde diese Schanze, die als eine der letzten in Deutschland gebauten hölzernen Skisprungschanzen gilt, stillgelegt und 2003 unter Denkmalschutz gestellt. Die Sprungschanze wurde vorwiegend von Sportvereinen aus der Region und vom Hessischen Skiverband für Training und Wettkämpfe genutzt, war aber ursprünglich auch zur Förderung des Fremdenverkehrs in der damals noch selbstständigen Gemeinde Bermuthshain gedacht. Seit den 1980er Jahren wurde die Schanze sich selbst überlassen, so dass sie zunehmend verfiel.
Im Jahr 2006 wurde direkt unterhalb der Schanze eine Aussichtsplattform gebaut.
Bereits 1934 war neben der heutigen Schanze eine erste kleine Skisprungschanze, damals noch Skibahn genannt, angelegt worden. Eine weitere, ebenfalls noch sehr kleine Sprungschanze, wurde 1953 in Privatinitiative einiger Ortseinwohner gebaut.

#### Historischer Fachwerk-Ortskern
Als historischer Ortskern von Bermuthshain ist der Siedlungsbereich ohne die seit Anfang der 1950er entstandenen Neubaugebiete zu verstehen. Wie die meisten Orte der Region weist Bermuthshain die Form eines Haufendorfes auf. Der Ortskern bestand noch um 1950 ausschließlich aus Fachwerkhäusern aus dem späten 17. bis frühen 20. Jahrhundert, unter denen die regionale Hausform des Vogelsberger Einhauses überwog. Ein Großteil dieser Häuser wurde seit den 1960er Jahren stark verändert oder ganz abgerissen und durch Neubauten ersetzt. Trotzdem findet man auch heute noch einige gut erhaltene Fachwerkhäuser in Bermuthshain.

## Wirtschaft und Infrastruktur

### Wirtschaftsstruktur

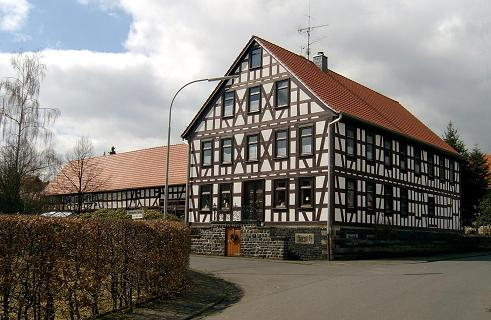
Ehemaliges Gasthaus Zur Krone

Noch bis zum Zweiten Weltkrieg war Bermuthshain, wie die meisten anderen Vogelsbergdörfer, ein vorwiegend von der Landwirtschaft und vom Handwerk geprägtes Dorf. Im Jahr 1933 gliederte sich die wirtschaftliche Struktur der Ortsbevölkerung mit ihren 476 Einwohnern zu 70,3 % in den Bereich Land- und Forstwirtschaft, zu 20,1 % in den Bereich Industrie und Handwerk und zu 2,5 % in den Bereich Handel und Verkehr. Nahezu jeder Ortsbürger bewirtschaftete seinen eigenen Bauernhof, der häufig noch mit einem kleinen Handwerksbetrieb, einem Handelsgeschäft oder auch einem Gasthaus verbunden war. Nahezu alle Bauernhöfe waren Fachwerkhäuser in der Form des regionaltypischen Vogelsberger Einhauses. Bermuthshain war in dieser Hinsicht durchaus als typisches Dorf im hohen Vogelsberg anzusehen.
Um 1910 bestanden in Bermuthshain nicht weniger als sechs Gastwirtschaften. Davon besteht seit 2007 nur noch der 1857 gegründete Landgasthof Zum Deutschen Haus, der seit 1882 in Familienbesitz ist. Zu ihm gehört die im Jahr 2000 eröffnete Kulturscheune. Das letzte Ladengeschäft im Ort wurde 1993 geschlossen. Von 1902 bis 1937 existierte in Bermuthshain sogar eine private Molkerei. Außerdem bestand von 1919 bis etwa 1980 auch ein Sägewerk am Bahnhof des Ortes. Die letzte von einstmals vier durch die Lüder angetriebenen Mühlen stellte 1939 ihren Betrieb ein. Weit verbreitet war auch die Herstellung von Holzgegenständen als Heimgewerbe. Bis 1980 stellte die örtliche Firma Ski Luft noch Skier im Eigenbau her.
Seit den 1950er-Jahren wandelte sich Bermuthshain zunehmend zu einem fast reinen Arbeitspendler-Wohnort. Im Zuge eines extremen Strukturwandels in der Landwirtschaft gaben nach und nach fast alle landwirtschaftlichen Betriebe auf. Auch die meisten Handwerksbetriebe verschwanden. Heute bestehen noch eine Gastwirtschaft, ein Sportartikelfachgeschäft, ein Getränkehandel, eine Metzgerei sowie zwei Kleinunternehmen im Bereich IT-Dienstleistungen. Die Mehrheit der Ortseinwohner pendelt heute zu Arbeitsplätzen in Grebenhain oder benachbarten Gemeinden, zum Teil bis ins Rhein-Main-Gebiet.

### Verkehr
Bermuthshain ist über die Landesstraße 3181 leicht von der nahen Bundesstraße 275 aus zu erreichen. Die L 3181 verbindet Bermuthshain außerdem mit dem Landkreis Fulda. Die Kreisstraßen 100 und 101 sind die lokalen Verbindungsstraßen nach Crainfeld sowie den Nachbarortschaften im Main-Kinzig-Kreis.
Seit dem Jahr 2000 ist auf der Trasse der ehemaligen Oberwaldbahn der Vulkanradweg entstanden, der mittlerweile Bestandteil des überregionalen BahnRadweg Hessen ist.

## Söhne und Töchter des Ortes
- Friedrich Jost (1862–1931), 1902–1926 Bürgermeister von Bermuthshain und 1921–1931 Abgeordneter im Landtag des Volksstaates Hessen für den Hessischen Bauernbund